# 10-я понтонно-мостовая бригада
10-я понтонно-мостовая бригада — соединение инженерных войск Красной Армии во время советско-японской войны. Номер полевой почты — 68164.

## История
Бригада сформирована 14 декабря 1944 года на Дальневосточном фронте в составе: управление бригады, рота управления и три (11-й, 24-й и 29-й) моторизированных понтонно-мостовых батальонов. В июне 1945 года сформирован 655-й батальон автомобилей-амфибий.
Во время советско-японской войны бригада в составе 2-го Дальневосточного фронта участвовала в Сунгарийской наступательной операции и обеспечивала переправу войск 15-й армии через Амур и Уссури.
По окончании войны 11-й и 29-й моторизированные понтонно-мостовые батальоны были награждены орденами Красной Звезды, а 24-й батальон удостоен почётного наименования «Уссурийский». 684 воина бригады были награждены орденами и медалями.

### Командиры
- майор Буковников Д. А. (декабрь 1944 года — февраль 1945 года)
- полковник Епифанов В. Д. (февраль — май 1945)
- полковник Шило В. И. (с мая 1945 года до конца советско-японской войны)

### После войны
В декабре 1945 года 10-я понтонно-мостовая бригада была переформирована в 17-й тяжёлый понтонно-мостовой полк, который был расформирован в 1946 году.